# Мессианский иудаизм
Мессианский иудаизм — синкретическое религиозное направление евреев-христиан и неевреев, последователи которого веруют, что Йешуа (Иисус Христос) является Сыном Божьим и Спасителем всего человечества, приход которого был обещан пророками, и признают Священным Писанием только Библию. Также обычно признают Троицу и Новый Завет.
По определению Союза мессианских еврейских общин (UMJC), мессианский иудаизм — это «движение еврейских конгрегаций и групп, преданных Йешуа Мессии, которое принимает заветную ответственность за еврейскую жизнь и идентичность, которые основаны на Торе (Ветхий Завет), и выражены в традиции, обновляются и применяются в контексте Нового Завета».
…Еврейская жизнь — это жизнь в конкретном, историческом сообществе. Таким образом, мессианским евреям следует быть полностью частью еврейского народа, разделяя его историю и его ответственность по Завету как избранный Богом народ. В то же время, вера в Йешуа составляет очень важный аспект в жизни общины. Эта вера объединяет мессианское еврейское сообщество и христианскую Церковь, являющуюся собранием верующих из разных народов, которые присоединяются к Израилю через Мессию. Вместе мессианская еврейская община и христианская Церковь составляют экклезиа, Тело Мессии, объединение евреев и неевреев…

## История
При крещении Йешуа, согласно Новому Завету, за Ним последовали тысячи евреев, подготовленных пророком Иоанном Крестителем. Из среды иудео-христиан были первые Апостолы. Их усилиями движение перекинулось и на другие народы. После апостольского века, по мере усиления иудаизма и гонений в Римской империи иудеохристианство начало угасать. Однако на всём протяжении истории продолжали существовать группы евреев, верующих в Йешуа, но не ставших христианами, и, в последнее время, мессианский иудаизм вновь стал набирать силу.
В Великом Новгороде с 1470 года были распространены христианские течения, близкие к иудаизму. После Собора 1503 года они объявлены «ересью жидовствующих». С XVIII века в России существует течение христиан «субботников» которые соблюдали Шаббат. В 1884 году И. Д. Рабинович основал в Кишинёве первый мессианский молитвенный дом. В США в 1960-е годы возникло движение исторически связанное с подобным движением евреев-христиан конца XIX века. От ранее существовавших в Англии и Соединённых Штатах объединений евреев-христиан (Hebrew-Christians) новое движение отличалось тем, что поначалу не призывало евреев к переходу в христианство, а предлагало им оставаться уверовавшими в Мессию евреями.
Идею сочетания основ иудейской веры с мессианством разделял и австро-венгерский раввин И. Лихтенштейн, который начал проповедовать Новый Завет. Когда Синод раввинов Австро-Венгрии потребовал, чтобы он подал в отставку и принял формальное крещение, он ответил, что не имеет намерения присоединяться к какой-либо церкви. Он нашёл в Новом Завете истинный Иудаизм, и останется, как и прежде, со Своей общиной и будет проповедовать в синагоге". Он так и сделал, несмотря на преследования и упрёки, которые обрушились на него. Исполняя свои обязанности районного раввина, он продолжал учить и проповедовать Новый Завет." В еврейской среде он был подвергнут сильной критике, он стал «камнем преткновения и объектом преследований со стороны большей части еврейских общин.»
Мартин Чернов основал первую современную мессианскую общину в Цинциннати (Огайо) в 1970 году.
В 1975 году Иудео-христианский альянс Америки (the Hebrew Christian Alliance of America (HCAA)), созданный в 1915 г., был переименован в «Мессианский еврейский альянс Америки» (the Messianic Jewish Alliance of America (MJAA)). Дейвид Рауш в своей работе, посвящённой мессианскому иудаизму, указывает, что изменение названия не было просто «семантическим приёмом», а «символизировало развитие мыслительного процесса, а также религиозной и философской точки зрения к более глубокому выражению еврейства».
В 1979 году был создан Союз мессианских еврейских общин (The Union of Messianic Jewish Congregations (UMJC)), в который входят около 80 мессианских общин и групп.
С 1986 года существует Международный Альянс Мессианских общин «IAMCS» в который входит более 140 общин разных стран.
В мае 2006 года был создан Мессианский еврейский раввинский совет (Messianic Jewish Rabbinical Council).

## Статистические данные
Точное число мессианских верующих в мире определить сложно и поэтому приводимые в прессе статистические данные весьма противоречивы. По оценочным данным самого движения, в мире насчитывается около 250 тысяч приверженцев мессианского иудаизма (из них около 150 тысяч в США) и существует более 400 мессианских общин и синагог.
В Израиле, по последним данным, количество мессианских верующих различными источниками оценивается в 10-15 тысяч человек, количество мессианских общин и групп — от 120—130 до 200
.
Количество мессианских евреев в странах бывшего СССР, по оценке Александра Лакшина, руководителя «Лиги „Маген“» — «десятки тысяч человек» (2001). По данным прессы, самая крупная еврейская мессианская община в мире (более 2000 членов) находится в Киеве (Киевская еврейская мессианская община), другая крупная община (400 членов) — в Москве; число этнических евреев в этих общинах неизвестно. Также мессианские общины существуют в Молдове, на Украине, в России, Беларуси, Латвии (две общины).
В США количество мессианских верующих, по данным на 2008 г., оценивалось в размере четверти миллиона человек.
Дейвид А. Рауш (David A. Rausch), адъюнкт-профессор церковной истории и иудаики Евангелической Теологической семинарии в Эшланде (Огайо) и автор книги «Messianic Judaism: Its History, Theology and Polity», оценивает процент верующих нееврейского происхождения в мессианском движении в 40—60 %, Кэрол Хэррис-Шапиро («Мессианский иудаизм», см. выше) — около 50 %.
В Германии существуют приблизительно 28 мессианских служений. Существуют мессианские общины (служения) в Латинской Америке (самая большая из них в Бразилии, Белу-Оризонти, имеет несколько сотен членов), в Бельгии, в Испании, во Франции, в Нидерландах (в Амстердаме), в Румынии (4 мессианские общины), в Австралии и Южной Африке.

## Теология и доктрина

### Основы веры
Главные идеи мессианского иудаизма изложены в книге Давида Стерна (David H. Stern) «Мессианский еврейский манифест». Тезисно их можно передать следующим образом:

#### Бог
Бог создал мир и человека за шесть дней. Мессианские верующие верят в Бога Библии, который Всемогущ, Вездесущ и Вечен.

#### Библия
Мессианские верующие верят, что Йешуа не отменил Тору, как сказано: «Не думайте, что Я пришёл нарушить Тору или пророков: не нарушить пришёл Я, но исполнить. Ибо истинно говорю вам: доколе не прейдёт небо и земля, ни одна иота или ни одна черта не прейдёт из Торы, пока не исполнится всё» (Мф. 5:17—18). А также согласно Второму посланию к Тимофею 3:16-17.: "Всё Писание богодухновенно и полезно для научения, для обличения, для исправления, для наставления в праведности, да будет совершен Божий человек, ко всякому доброму делу приготовлен ". Эти строки были написаны когда канон Нового Завета ещё не был записан и под «Писанием» следует понимать Ветхий Завет (Танах).
Многие мессианские общины на своих собраниях используют перевод Библии Давида Стерна Complete Jewish Bible (CJB).

#### Грехопадение
Нарушение Адамом и Евой запрета «не есть плод от дерева познания добра и зла» стало причиной изгнания их из рая и источником греховности человечества.

#### Народ Израиля
Мессианские верующие верят, что народ Израиля был, есть и всегда будет народом, избранным Богом (Рим. 11:1, 11:28—29; 9:4—5). Завет был заключён с Авраамом (Быт. 12:1—3):

«И сказал Господь Авраму: пойди из земли твоей, от родства твоего и из дома отца твоего, в землю, которую Я укажу тебе;
и Я произведу от тебя великий народ, и благословлю тебя, и возвеличу имя твоё, и будешь ты в благословение;
Я благословлю благословляющих тебя, и злословящих тебя прокляну; и благословятся в тебе все племена земные.»

#### Йешуа (Иисус Христос) Мессия
Мессианские верующие верят, что Йешуа является Мессией, которому предопределено искупить первородный грех посредством своей искупительной жертвы. Большая часть сторонников движения верят также в то, что Йешуа является Богом во плоти и что он есть «Тора (Слово), ставшее плотью» (Ин. 1:14).

#### Судный день
Большинство мессианских верующих верят в «последние дни», окончательное исправление мира (тикун олам), во второе пришествие Йешуа, в возвращение евреев в Эрец-Исраэль (Израиль), в то, что будет отстроен Третий Храм в Иерусалиме, в то, что Йешуа воскрес и будет воскресение из мёртвых, в то, что будет тысячелетний Шаббат (тысячелетнее царство).

### Литургия в мессианских еврейских общинах

#### Чтение Торы
Мессианские еврейские общины, подобно ортодоксальным синагогам, читают Ветхий Завет (Танах) и Новый Завет (Брит Хадаша) в течение всего года, хотя некоторые общины придерживаются более древнего — трёхлетнего — цикла чтения Торы (как это было принято в I веке н. э.) В настоящее время многие общины пользуются Еврейским Новым Заветом в переводе Д. Стерна (перевод был сделан на английский язык в еврейском контексте, так что здесь (на страницах данного издания) располагается колонка текста на иврите и рядом — колонка текста по-английски; существует также и параллельный перевод на иврит и на русский язык).
В ряде мессианских общин есть Свиток Торы, который используется на служениях в Шаббат (Суббота).

#### Праздники
Мессианские евреи отмечают Шаббат (субботу) согласно четвёртой заповеди из Десяти заповедей (Исх. 20:2-17).
Песах (Пасха), Шавуот (Пятидесятница), Йом Теруа (праздник труб), который в еврейской традиции называется Рош-а шана (еврейский Новый Год)), Йом-Киппур («День искупления», день поста), Суккот (Праздник кущей), Шмини Ацерет («Восьмой [день] — праздничное собрание») , Симхат Тора («радость Торы») а также праздники, установленные согласно традиции: Ханука (праздник обновления, очищения, освящения), Пурим и др.

#### Еврейская молитва
В ряде мессианских синагог в литургию включены молитвы из еврейского сидура, а также молитвы, основанные на текстах Брит Хадаша (Нового Завета). Мессианские верующие используют на служениях такие традиционные элементы еврейской молитвы, как:
- Шма. Главная молитва-заповедь произношения которой содержится в Торе (Второзаконие, гл. 6, ст. 4).
- Амида
- Аароново благословение
- Алейну
- Кадиш
- Кидуш
- Адон Олам
- Авину Малкейну
- Биркат коhаним (благословение Коэнов (священников)) и др.

#### Достижение совершенолетия (Бар-мицваиБат-мицва)
В мессианских общинах отмечаются Бар-мицва («сын заповеди») — для мальчиков, достигших 13-летнего возраста (в иудаизме считается возрастом совершеннолетия для мальчиков), и Бат-мицва («дочь заповеди») — для девочек, достигших 12 лет.

#### Брит-мила
В некоторых мессианских общинах выполняется заповедь брит-мила (обрезание) для еврейских детей, но далеко не во всех.

#### Свадьба (хупа)
Мессианская свадьба проводится под хупой или некую ткань используют длинную, которое может выполнить талит часто в процессе в процессе молитвы за молодых.

#### Крещение(твила)
Мессианский иудаизм принимает евреев и не-евреев. Условиями являются покаяние (тшува) и крещение (твила) как принятие обязанности следовать заповедям Божьим.
Евреями считаются те, у кого хотя бы один из родителей (мать или отец) является евреем. Определение еврейства схоже с пониманием, принятым в реформистском иудаизме

### Отношение мессианского иудаизма к Торе и еврейской традиции
Мессианские общины различаются степенью интеграции христианской и иудаистской традиции — служения в одних общинах больше похожи на христианские, в то время как в других — на принятые в ортодоксальном иудаизме (включающие использование Сидура (еврейского молитвенника), чтение недельных глав Торы и т. д.). По мнению доктора Дана Джастера, «сидур на 80 процентов либо повторяет Писание, либо творчески использует его». «По всей вероятности, Иисус в синагоге читал многие из тех молитв, которые можно увидеть в сидуре сегодня.»
Важными ценностями мессианского иудаизма являются такие еврейские понятия, как еврейская семья, воспитание детей, цедака, тиккун олам («исправление мира»), биккур-холим (посещение больных) и др.)
В большинстве мессианских общин существует тенденция уважительного отношения к еврейской традиции и законам иудаизма, хотя они и не считаются Богодухновенными.

### Отношение к христианской «теории замещения»
Мессианский иудаизм отвергает христианскую «теорию замещения». Апостол Павел (Шауль) в Послании к римлянам Глава 9:3 пишет " я желал бы сам быть отлучённым от Христа за братьев моих, родных мне по плоти, 4 то есть Израильтян, которым принадлежат усыновление и слава, и заветы, и законоположение, и богослужение, и обетования; 5 их и отцы, и от них Христос по плоти, сущий над всем Бог, благословенный во веки, аминь. "
… теория замещения способствовала тому, что сегодня многие христиане считают, что еврейский народ исчез из планов Божьих, Израиль — это, какое-то историческое недоразумение или просто иллюстрация (как утверждал блаженный Августин) того, как плохо быть непослушными Богу, просто иллюстрация проклятого народа. И сегодня многие искренно считают, что евреи — это тотально проклятый народ. Многие считают, что из-за распятия Йешуа евреи были отвергнуты, потеряли избрание, потеряли своё место в планах Божьих.

## Деятельность мессианского еврейского движения

### Развитие мессианского иудаизма учёными и теологами
- Израильским мессианским теологом, д-ром Давидом Стерном (David H. Stern) был сделан перевод Нового Завета на английский в еврейском контексте, предлагающий видеть в Новом Завете еврейскую книгу, и составлен комментарий к нему[40][41].
- Доктором Филом Гоблом (Phil Goble) был сделан мессианский перевод Библии[42].
- Пастор служения «Слава Сиона» д-р Роберт Хайдлайн написал книгу «Мессианская церковь восстанавливается» в которой детально описана Ранняя Апостольская Церковь.
- Израильским теологом и мессианским раввином Йосефом Шулямом в соавторстве с Хилари Ле Корню (Hilary Le Cornu) были составлены книги «Еврейские корни книги Деяний», «Еврейские корни Послания к Римлянам» и «Еврейские корни Послания к Галатам»[43].
- Мессианским раввином, доктором Джоном Фишером составлены мессианский сидур (молитвенник) и махзор (молитвенник, песнопения на праздники)[44].
- Одним из лидеров мессианского движения, доктором Даном Джастером (Daniel C. Juster) написаны книги «Достигая зрелости. Учебное пособие по мессианскому иудаизму», «Еврейские корни» (Jewish Roots), «Еврейство и Иисус» (Jewishness and Jesus) и др.
- Доктором Майклом Шиффманом написана книга «Возвращение остатка: возрождение мессианского иудаизма», в которой рассказывается об истории возникновения и современном развитии мессианского еврейского движения, а также рассматриваются теологические вопросы, отношение к еврейской традиции и др.[45]
- Мессианским раввином, доктором Марком Кинзером (Mark Kinzer) написана книга «Постмиссионерский мессианский иудаизм» (Postmissionary Messianic Judaism), в которой автор говорит об избрании Израиля, не подлежащем отмене, и о необходимости строить мосты между иудаизмом и Церковью[46].
- Доктором Майклом Брауном написана книга «Наши руки запятнаны кровью», которая «освещает многие моменты истории Государства Израиль, исследует причины христианского и всемирного антисемитизма». Автор рассматривает историю отношения Церкви к еврейскому народу и участие Церкви в геноциде еврейского народа, приводит факты гонения, мучения и истребления евреев[47][48].

### Мессианское еврейское образование
В настоящее время в мире существуют несколько мессианских учебных заведений. Летом 2002 года Союзом мессианских еврейских общин (The Union of Messianic Jewish Congregations, или UMJC) был создан Мессианский еврейский теологический институт (Messianic Jewish Theological Institute, или MJTI), который находится в Клермонте (Clermont), штат Флорида. В институте функционируют Школа Иудаики (The School of Jewish Studies, или SJS) и Институт подготовки раввинов (The Rabbinical Ordination Institute, или ROI).
Также функционирует Мессианский еврейский библейский институт (Messianic Jewish Bible Institute, или MJBI) с библейскими школами в Одессе (Украина), в Белу-Оризонти (Бразилия), Буэнос-Айресе (Аргентина), и Санкт-Петербурге (Россия).
Киевская еврейская мессианская община и Украинская евангельская теологическая семинария при поддержке Лозаннского международного движения разработали программу «Мессианское богословие и миссиология» (очно-заочное отделение УЕТС).
В Израиле действует Хайфский Теологический Институт(Haifa Theological Institute, или HTI), предлагающий заочное мессианское образование.

### Благотворительность
Мессианское еврейское движение активно занимается благотворительностью, оказывает помощь малоимущим (обеды, гуманитарная помощь: одежда, обувь, предметы первой необходимости и др.)

### Мессианская еврейская музыка
Среди мессианских верующих есть немало авторов, которые посвящают свои произведения мессианской теме. Из них наиболее известные в мессианской еврейской общине: Джоэл Чернофф (Joel Chernoff) и Пол Уилбур (Paul Wilbur), Джошуа Аарон (Joshua Aaron). Джоэл Чернофф был в первоначальном составе группы Lamb, Пол Уилбур выступает в одиночку. Джошуа Аарон играет как сам так и с выступает с другими мессианскими исполнителями. Одна из достаточно известных мессианских музыкальных групп это Микедем (MIQEDEM), отличительной их чертой является исполнение песен и псалмов по стихам из Библии на иврите. Другой автор, получивший известность в мессианском движении — Марти Гетц (Marty Goetz). На этих мессианских авторов значительное влияние оказала еврейская музыка на идиш и они нередко включают в текст своих произведений фразы как на иврите, так и на идиш. В Израиле был создан Messianic Jewish Alliance of Israel, который выпускают мессианскую музыку.

### Мессианские верующие в Израиле
Мессианские верующие оказывают значительную поддержку Израилю, веря в то, что воссоздание государства Израиль является исполнением древних пророчеств Танаха. Члены мессианских еврейских общин в Израиле служат в армии и выполняют все гражданские обязанности.
Мессианские верующие в Израиле нередко подвергаются оскорблениям. «… большинство судебных решений по фактам дискриминации мессианских евреев, являющихся гражданами государства Израиль, были в пользу членов мессианской еврейской общины, которые подвергаются оскорблениям по причине своей веры. Подобные действия противоречат законам Израиля как еврейского и демократического государства».

#### Алия
Мессианские евреи, у которых мать — еврейка, рассматриваются как евреи, перешедшие в другую веру, и поэтому не имеют права на репатриацию в Израиль (алию) в рамках «Закона о возвращении».
В то же время мессианские верующие, у которых только отец, дедушка или супруг(а) — евреи, имеют такое право, поскольку они не считаются евреями по галахе, а, следовательно, не могут рассматриваться как перешедшие в другую веру.
По данным опроса общественного мнения, проведённого Институтом Исследований Дахаф в январе 1988 г., 78 % опрошенных согласились с тем, что следует позволить совершить алию (репатриацию) человеку, «рождённому от еврейской матери, верному государству Израиль, платящему государству налоги, служащему в армии, празднующему еврейские праздники, соблюдающему заповеди израильской традиции, чувствующему себя евреем и верующему, что Йешуа является Мессией, но не крещёному в христианство» (17 % были против, остальные воздержались). С этим согласились также 77 % религиозных ортодоксальных евреев.

## Взаимоотношения с иными конфессиями

### Взаимоотношения с христианскими церквами и миссиями
Мессианские общины открыты для сотрудничества с церквами и миссиями, которые проявляют интерес к еврейскому народу, проводят или помогают проводить конференции и семинары, разъясняющие непростые вопросы еврейской и христианской истории, с целью способствовать освобождению от антисемитизма и предвзятого отношения к евреям. Ими проводятся межцерковные молитвы, одной из центральных тем которых является благословение Израиля, молитва о мире в Иерусалиме и др. Мессианский иудаизм отличается от идеи протоиерея Александра Меня (1934-90) о создании еврейской православной общины по образцу католической общины святого Иакова в Израиле, но с большим числом элементов иудейского богослужения.

### Взаимоотношения с миссией «Евреи за Иисуса»
Хотя между последователями мессианского иудаизма и миссией «Евреи за Иисуса» существует согласие в вопросах веры, между ними есть и ряд различий:
- Миссия «Евреи за Иисуса» — межконфессиональная (её сотрудники являются членами различных протестантских и мессианских общин), сама она не является церковью или общиной, тогда как мессианские синагоги и общины — это именно общины со своими лидерами (раввинами, пасторами и др.), определённым порядком Богослужения и т. д.
- Задачей «Евреев за Иисуса» является миссионерская деятельность среди евреев с последующим привлечением новообращённых в одну из существующих протестантских церквей или мессианских общин[26][60], для мессианских общин миссионерская деятельность — это следствие, но не причина для существования.
- В отношении к еврейскому религиозному литературному наследию позиция миссии «Евреи за Иисуса» обозначена следующим образом: «Мы признаем ценность традиционной еврейской литературы, но только в тех случаях, где она подтверждается Словом Божьим. Мы ни в коем случае не считаем её обязательной для жизни или веры»[61]. В то время, как мессианские еврейские общины не только признают ценность еврейской религиозной литературы, но и используют богатство еврейской традиции, при условии, что она не противоречит Священному Писанию.

По словам Адама Бернея (Adam J. Bernay): «Евреи за Иисуса видят своей главной миссией распространение благой вести о Мессии Йешуа среди еврейского народа. Многие люди, связанные с Евреями за Иисуса рассматривают в качестве центра своей идентификации христианскую церковь. Таким образом, они рассматривают себя христианами еврейского происхождения. Выражение их служений и теологии уходят корнями в историческую Церковь. Мессианский иудаизм рассматривает себя прежде всего как иудаизм. Таким образом, евреи в мессианском еврейском движении определяют себя как еврейский народ, который верует в то, что Йешуа (Иисус) — это обещанный Мессия. Они проводят служения в синагогах в Шаббат (Субботу), отмечают еврейские праздники и участвуют в цикле еврейской жизни».
Некоторые мессианские общины выражают обеспокоенность, когда их ассоциируют с организацией «Евреи за Иисуса»:
- «Мы не Евреи за Иисуса. Мы выражаем полное согласие с их деятельностью по привлечению немессианских евреев к признанию Йешуа (Иисуса) еврейским Мессией. Вместе с тем, мы столь же твёрдо не принимаем веры/политики Евреев за Иисуса, согласно которой признание Мессии Йешуа (Иисуса Христа) евреями (или неевреями) влечёт за собой отрицание Торы (Закона)! Это противоречит и нарушает Танах и мессианское Писание, говорящее о Йешуа (Иисусе). Мы веруем, что Тора говорит о Йешуа (Иисусе) и что те, кто возлюбили Его, соответствуют Его заповедям»[63].
- Адам Берней (Adam J. Bernay, Beit Tefillah Messianic Fellowship): «Мы НЕ Евреи за Иисуса! Евреи за Иисуса — в первую очередь баптистская миссионерская группа, чья цель обращение евреев в христианство. Они не являются частью Мессианского движения и никогда не были сторонниками мессианских общин! Мы не поддерживаем их теологию и их методы!»[64]
- Эллен Каванауг (Ellen Kavanaugh, Light of Mashiach! Torah Observant Messianic Judaism): «Разрешите начать с заявления, что этот сайт не аффилирован с „Евреями за Иисуса“. Мы по всей видимости должны определить, что мы понимаем под мессианством, так как многие полагают, что „Евреи за Иисуса“ — мессианская организация. Я считаю „Евреев за Иисуса“ христианской организацией. Мойше Розен, основатель „Евреев за Иисуса“, является христианским миссионером, обученным в обычном библейском колледже, а не на раввина. „Евреи за Иисуса“ провели тщательную работу, проповедуя Иисуса неверующим евреям, но то, что они проповедуют — это христианство, а не мессианский иудаизм (несмотря на их усилия превратить эти термины в синонимы)»[65].

Со своей стороны, миссия «Евреи за Иисуса», по словам её исполнительного директора Давида Брикнера, «…не только не отвергает общение с мессианскими общинами, но и строит самые дружеские отношения с ними». "…"Евреи за Иисуса" всецело поддерживают развитие мессианских общин. Во-первых, за последние десять лет наша миссия сама основала четыре мессианские общины, которые существуют и по сей день. Во-вторых, многие сотрудники нашей миссии, в том числе и я сам, являются членами мессианских общин. В-третьих, после каждой кампании мы предлагаем мессианским общинам включиться в совместную работу с евреями, которые оставили нам свои адреса для последующего общения."

### Взаимоотношения с еврейскими организациями
Представители иудаизма относятся к мессианскому движению как к разновидности христианства и протестуют против любой миссионерской деятельности в еврейской среде. По мнению этих людей и организаций, «выделение евреев как объектов для миссионерской деятельности указывает на дискриминационное отношение к последним, как к подлежащим исправлению путём обращения в христианство, и к иудаизму как к менее достойной конфессии по сравнению с христианством. Миссионерская деятельность рассматривается как направленная на духовное уничтожение еврейского народа, особенно неприемлемая с моральных позиций в свете исторической попытки физического уничтожения евреев в середине XX века (см Холокост)».
Реформистский раввин и историк Дан Кон-Шербок (Dan Cohn-Sherbok), автор социоисторического исследования «Мессианский иудаизм», рассматривает мессианский иудаизм в качестве одного из направлений иудаизма. Женщина-реконструктивистский раввин Кэрол Хэррис-Шапиро (Carol Harris-Shapiro) в своей книге «Мессианский иудаизм» также призывает рассматривать мессианский иудаизм разновидностью как христианства, так и иудаизма.

### Сайты мессианских организаций
- Киевская еврейская мессианская община
- Еврейская мессианская община «Возвращенные на Сион» (Хайфа, Израиль)
- Мессианский портал ОРЭНУ (Израиль)
- Еврейский мессианский портал Ieshua.org
- Мессианский иудаизм
- Еврейский Новый Завет
- Еврейский Новый Завет (Текст и Аудио)
- Мессианский еврейский манифест
- ОБЩИНА ЦАРСТВА
- The Messianic Jewish Alliance of America
- Chosen People Ministries
- Association of Messianic Congregations
- Messianic Jewish Theological Institute (MJTI)
- Messianic Jewish Bible Institute
- Мессианский Портал Германии (на русском языке)
- Еврейская мессианская община «Брит Хадаша» (Республика Беларусь, г. Минск)
- Хайфский Теологический Институт
- Интернациональный Альянс Мессианских общин и синагог
- Мессианский центр «АЛИЯ»
- Сайт Танах ру
- Мессианский Портал Германии (на английском языке) https://beitaschkenas.com/?cat=88
- Мессианский Портал Германии (на немецком языке) https://beitaschkenas.com/?cat=49

### Видео о жизни мессианских евреев в Израиле
- МЕССИАНСКИЕ ЕВРЕИ В ИЗРАИЛЕ

### Мессианские еврейские СМИ
Мессианские газеты
- «The Messianic Times» (англ.)
- Мессианская израильская газета"Оазис" http://oasis-magazine.com/
- Мессианская газета"Коль Хесед" http://kolhesed.ru/
- Мессианская газета (нем.)"Kol Hesed" http://kolhesed.de/

Мессианские журналы
- «Виноградник» (Австралия)
- «Менора»
- «Jewish Voice Today» (англ.)

Радио и ТВ
- МЕССИАНСКОЕ РАДИО ОРЭНУ  (рус.)
- MBI Radio from Messianic Bureau International (англ.)
- Оазис-Медиа — Мессианский Видеопортал (рус. англ. ивр.)

### Сайты противников миссионерской деятельности
- Jews for Judaism (англ.)
- Лига «МАГЕН»
- «Еврейский ответ миссионерам»
- «Еврейский ответ миссионерам»
- Outreach Judaism (англ.)
- [http://www.yadleachim.org/ru/ (недоступная+ссылка) Сайт организации «Яд леахим»] (недоступная ссылка)
- Антидиффамационная лига: ADL to Southern Baptist Convention: Stop Efforts To Convert Jews (англ.)
- Why Jews Don’t Believe in Jesus Aish.com
- Can a Jew believe in Jesus? chabad.org

### Сайты, отвечающие на аргументы антимиссионеров
- Chazak! Counter-Anti-missionary Organization (англ.)

### Другие сайты
- Киевская Еврейская Мессианская Община
- «СЛУШАЙ, ИЗРАИЛЬ! Свидетельства евреев, которые нашли Мессию Йешуа (Иисуса)»
- «Почему я?» Книга Якова Дамкани. Jacob Damkani «WhyMe?» — ISBN 978-965-90902-5-9 www.WeAreIsrael.co.il
- «Они задумались о себе» Сид Рот.
- JMG «Beit Hesed» e.V. Еврейская Мессианская Община Düsseldorf
- Древние еврейские Священные Писания на русском языке (Тора, Танаh, Брит Хадаша) современный перевод.
- Тексты Священного Писания, Новый Завет (Брит Хадаша) на иврите.